# 浐河
浐河是中国陕西省境内的一条河流，是灞河的一条支流。它发源于秦岭终南山东部，向北在西安市境内流入灞河。前临浐河，背依白鹿原，是建在新时器时代的半坡人遗址上的半坡博物馆。
浐河是所谓的“八水绕长安”八水之一。

## 延伸阅读
[在维基数据编辑]
 《欽定古今圖書集成·方輿彙編·山川典·滻水部》，出自陈梦雷《古今圖書集成》